# 甲硫醇钠
甲硫醇钠是甲硫醇的钠盐，化学式为CH3SNa。它可以被碘氧化为二甲基二硫（CH3SSCH3），并依此对其分析。甲硫醇钠和硫酸反应，生成甲硫醇。
甲硫醇钠可以用于农药等化学品的合成。